# Gangli basal
Els ganglis basals (o nuclis de la base o nuclis basals) són un grup de nuclis del cervell interconnectats amb el còrtex cerebral, el tàlem i el tronc de l'encèfal. Els ganglis basals dels mamífers s'associen a moltes funcions: control motor, cognició, emocions i aprenentatge.

## Subdivisions anatòmiques
- Nuclis craneals
  - Nucli accumbens
  - Nucli estriat
    - Nucli caudat
    - Nucli lenticular
      - Putamen
      - Globus pàl·lid
        - Globus pàl·lid extern (GPe)
        - Globus pàl·lid intern (GPi)
- Nuclis caudals
  - Nucli subtalàmic (NsT)
  - Substància negra (SN)
    - Pars compacta (SNc)
    - Pars reticulata (SNr)
    - Pars lateralis (SNl)

## Connexions
El circuit dels ganglis basals es divideix en dues vies principals, la via directa i la via indirecta.
- Via directa: Nucli estriat -→ GPi/SNr -→ Tàlem +→ Còrtex
- Via indirecta: Nucli estriat -→ GPe -→ NsT +→ GPi/SNr -→ Tàlem +→ Còrtex